# Tuleariocaris holthuisi
Tuleariocaris holthuisi is een garnalensoort uit de familie van de Palaemonidae. De wetenschappelijke naam van de soort is voor het eerst geldig gepubliceerd in 1965 door Hipeau-Jacquotte.